# District Zero
『District Zero』（ディストリクト・ゼロ）は、Aldiousの3枚目のアルバムである。

## 概要
- Re:NO（ボーカル）加入後初のオリジナルアルバム（通算3作目）。木下昭仁（SABER TIGER）とAldiousによる共同プロデュース[2]。
- 本作の収録曲はRe:NO加入前から制作を始めていたが、本格的にレコーディング作業に取りかかったのは『White Crow Tour 2012』が終了した12月から。Re:NO加入後初めてのアルバム制作であったが、事前にシングル『White Crow』の制作・リリースやツアーを経ていたことから、リラックスしつつも互いの意見を出し合いながら作業することができたという[2]。
- シングル曲『White Crow』は、ボーカルパートとギターパートの一部を録り直したものをリミックスした「アルバムバージョン」として収録されている[2]。
- 音楽配信以外に、CD+DVDの「限定盤」(BSRS-013)とCDのみの「通常盤」(BSRS-014)の2タイプでパッケージリリースされた。両タイプ共に伊藤政則とBURRN!の藤木昌生によるライナーノーツを掲載。また通常盤のみ『16ページ・ミニ・フォトブック』が封入されている。

## 収録内容
作詞：Re:NO（#2, #3を除く）
全編曲：Aldious
| #         | タイトル                                                  | 作詞      | 作曲      | 時間  |
| --------- | --------------------------------------------------------- | --------- | --------- | ----- |
| 1.        | 「Scrash」(TBS系「ランク王国」6・7月度エンディングテーマ) |           | Yoshi     | 4:43  |
| 2.        | 「Misty Moon」                                            | サワ      | サワ      | 5:06  |
| 3.        | 「Ground Angel」(Album Ver.)                              | Rami      | Yoshi     | 4:36  |
| 4.        | 「夜桜」                                                  |           | トキ      | 4:40  |
| 5.        | 「Escape」                                                |           | Yoshi     | 3:31  |
| 6.        | 「Scabby Heart」                                          |           | Re:NO     | 3:00  |
| 7.        | 「Desolate Love」                                         |           | Yoshi     | 4:23  |
| 8.        | 「Raise Your Fist」                                       |           | Yoshi     | 4:03  |
| 9.        | 「White Crow」(Album Ver.)                                |           | Yoshi     | 4:29  |
| 10.       | 「Re:peatedly」                                           |           | Yoshi     | 3:33  |
| 11.       | 「菊花」                                                  |           | Re:NO     | 5:25  |
| 合計時間: | 合計時間:                                                 | 合計時間: | 合計時間: | 47:29 |

| #  | タイトル                     | 作詞 | 作曲・編曲 |
| -- | ---------------------------- | ---- | ---------- |
| 1. | 「Scrash」(Music Video)      |      |            |
| 2. | 「Suicide」(Live)            |      |            |
| 3. | 「White Crow」(Shoot Making) |      |            |